# Setacera breviventris
Setacera breviventris är en tvåvingeart som först beskrevs av Friedrich Hermann Loew 1860.  Setacera breviventris ingår i släktet Setacera och familjen vattenflugor. Arten är reproducerande i Sverige. Inga underarter finns listade i Catalogue of Life.